# Discographie des Eagles
Cet article présente la discographie du groupe de rock américain Eagles. Les Eagles ont enregistré sept albums studios, trois albums live, treize compilations (dont cinq coffrets) et vingt-neuf singles.

## Présentation
Le groupe fut créé en 1971 à Los Angeles par Glenn Frey, Don Henley, Bernie Leadon et Randy Meisner. À cette époque les quatre musiciens, venant d'horizons différents, servaient de backing band à la chanteuse de country rock américaine Linda Ronstadt.
La carrière discographique des Eagles débuta en 1972 avec l'album éponyme. Cet album fut un succès, il se classa à la 22e place du Billboard 200 américain et les trois singles qui en sont issus se classèrent dans le top 30 du Billboard Hot 100. À partir du second album, Desperado, le groupe entra aussi dans les charts européens (Royaume-Uni et Pays-Bas). C'est avec One of These Nights, leur quatrième album studio, que le groupe atteindra la première place des charts américains et lança sa renommée à l'international. Précédemment, fin 1974, la chanson Best of My Love, troisième single de l'album On the Border, atteindra la première place du classement du Hot 100. À partir de One of These Nights, tous les albums studios (4) du groupe se classeront à la première place du Billboard 200.
 Le plus vendu, sera Hotel California, sorti en 1977, qui sera certifié vingt-six fois disque de platine (plus de 26 000 000 exemplaires vendus) aux États-Unis. Mais il ne sera pas l'album le plus vendu du groupe, cet honneur reviendra à la compilation sorti en 1976, Their Greatest Hits (1971 - 1975), qui rien qu'aux USA, s'écoulera à plus de trente huit millions d'albums dépassant en 2018 (streaming compris) pour l'album le plus vendu aux USA, Thriller de Michael Jackson. La discographie du groupe se vendra aussi très bien sur le marché international, le groupe sera récompensé par de nombreux disques d'or et de platine. En 2019, les ventes du groupe à l'échelle mondiale dépassaient les cent cinquante millions d'albums vendus.
En France, Hotel California, The Long Run et la compilation La Légende des Eagles se classeront à la seconde place des meilleures ventes de disques. Il seront récompensés respectivement par un disque de diamant (+ d'un million exemplaires vendus), un double disque d'or (+ de 200 000 exemplaires vendus) et de platine (+ de 300 000 exemplaires vendus).

## Albums

### Albums studios
| Album                                                                          | Charts | Charts | Charts | Charts | Charts    | Charts | Charts | Charts | Charts | Charts | Charts | Charts | Charts | Certifications                                                                                  |
| Album                                                                          | [ 3 ]  | [ 4 ]  | [ 5 ]  | [ 6 ]  | (V)/(W) , | [ 9 ]  | [ 10 ] | [ 11 ] | [ 12 ] | [ 13 ] | [ 14 ] | [ 15 ] | [ 16 ] | Certifications                                                                                  |
| ------------------------------------------------------------------------------ | ------ | ------ | ------ | ------ | --------- | ------ | ------ | ------ | ------ | ------ | ------ | ------ | ------ | ----------------------------------------------------------------------------------------------- |
| Eagles - Sortie: 1er juin 1972 - Label: Asylum                                 | 22     | —      | —      | —      | /         | 13     | —      | —      | —      | —      | —      | —      | —      | Platine                                                                                         |
| Desperado - Sortie: 17 avril 1973 - Label: Asylum                              | 41     | 39     | —      | —      | /         | 35     | —      | —      | —      | 40     | 5      | —      | —      | 2 × Platine · Argent                                                                            |
| On the Border - Sortie: 22 mars 1974 - Label: Asylum                           | 17     | 28     | -      | —      | /         | 12     | —      | —      | —      | —      | 3      | —      | —      | 2 × Platine · Argent                                                                            |
| One of These Nights - Sortie: 10 juin 1975 - Label: Asylum                     | 1      | 8      | 49     | —      | /         | 2      | —      | —      | 9      | 2      | 2      | —      | —      | 4 × Platine · Platine · Platine                                                                 |
| Hotel California - Sortie: 8 décembre 1976 - Label: Asylum                     | 1      | 2      | 3      | —      | 98/130    | 1      | 2      | 12     | 1      | 1      | 1      | 3      | 1      | 26 × Platine · 6 × Platine · Platine · Diamant · Diamant · Or · Platine · Platine · 2 × Platine |
| The Long Run - Sortie: 24 septembre 1979 - Label: Asylum                       | 1      | 4      | 20     | —      | /         | 1      | 2      | 13     | 5      | 2      | 3      | 1      | —      | 7 × Platine · Or · 2 × Or · Platine · Or                                                        |
| Long Road Out of Eden - Sortie: 30 octobre 2007 - Label: ERC                   | 1      | 1      | 2      | 1      | 8/7       | 1      | 9      | 6      | 1      | 1      | 1      | 2      | 2      | 7 × Platine · 2 × Platine · Or · 3 × Platine · 3 × Platine · Platine · Or                       |
| "—" indique que l'album n'entra pas dans les classements musicaux de ces pays. |        |        |        |        |           |        |        |        |        |        |        |        |        |                                                                                                 |

### Albums en public
| Album                                                                          | Charts | Charts | Charts | Charts | Charts    | Charts | Charts | Charts | Charts | Charts | Charts | Charts | Charts | Certifications                                         |
| Album                                                                          | [ 3 ]  | [ 4 ]  | [ 5 ]  | [ 6 ]  | (V)/(W) , | [ 41 ] | [ 10 ] | [ 42 ] | [ 12 ] | [ 13 ] | [ 14 ] | [ 15 ] | [ 16 ] | Certifications                                         |
| ------------------------------------------------------------------------------ | ------ | ------ | ------ | ------ | --------- | ------ | ------ | ------ | ------ | ------ | ------ | ------ | ------ | ------------------------------------------------------ |
| Eagles Live - Sortie: 7 novembre 1980 - Label: Asylum Records                  | 6      | 24     | 55     | —      | —/—       | 25     | —      | —      | 25     | 2      | 7      | 44     | —      | 7 × Platine · Or · Or · Platine                        |
| Hell Freezes Over - Sortie:8 novembre 1994 - Label: Geffen Records             | 1      | 18     | 26     | 23     | —/—       | 1      | 41     | —      | 3      | 13     | 10     | 9      | 26     | 9 × Platine · Platine · 7 × Platine · 4 × Platine · Or |
| Live from the Forum MMXVIII - Sortie: 16 octobre 2020 - Label: Warner          | 16     | 26     | 7      | 22     | 5/22      | 11     | —      | 75     | 13     | —      | 2      | 30     | 4      | —                                                      |
| "—" indique que l'album n'entra pas dans les classements musicaux de ces pays. |        |        |        |        |           |        |        |        |        |        |        |        |        |                                                        |

### Compilations

#### Albums
| Album                                                                             | Charts | Charts | Charts | Charts | Charts    | Charts | Charts | Charts | Charts | Charts | Charts | Charts | Charts | Certifications                                                                |
| Album                                                                             | [ 3 ]  | [ 4 ]  | [ 5 ]  | [ 6 ]  | (V)/(W) , | [ 49 ] | [ 10 ] | [ 42 ] | [ 12 ] | [ 13 ] | [ 14 ] | [ 15 ] | [ 16 ] | Certifications                                                                |
| --------------------------------------------------------------------------------- | ------ | ------ | ------ | ------ | --------- | ------ | ------ | ------ | ------ | ------ | ------ | ------ | ------ | ----------------------------------------------------------------------------- |
| Their Greatest Hits (1971–1975) - Sortie: 17 février 1976 - Label: Asylum Records | 1      | 2      | —      | —      | —/—       | 1      | —      | —      | 8      | 2      | —      | 31     | —      | 38 × Platine · Platine · 8 × Platine · 2 × Diamant · Platine                  |
| Eagles Greatest Hits, Vol. 2 - Sortie: 13 novembre 1982 - Label: Asylum           | 52     | —      | —      | —      | —/—       | 63     | —      | —      | —      | 2      | —      | —      | —      | 11 × Platine · 3 × Platine · Platine                                          |
| The Best of the Eagles - Sortie: mai 1985 - Label: Asylum                         | —      | 8      | 56     | 26     | —/—       | —      | —      | —      | —      | 1      | —      | —      | —      | 4 × Platine · Platine · Or                                                    |
| The Legend of the Eagles [A] - Sortie: - Label: WEA, Asylum                       | —      | —      | —      | —      | —/—       | —      | 2      | —      | —      | —      | 5      | —      | —      | · Platine · Platine                                                           |
| The Very Best of the Eagles (1994) - Sortie:11 juillet 1994 - Label: Elektra      | —      | 4      | 22     | 2      | —/28      | 28     | 138    | 16     | 4      | 3      | 10     | 7      | 9      | 2 × Platine · Or · 11 × Platine · 2 × Or · Or · 8 × Platine · Platine · Or    |
| The Very Best of the Eagles (2001) - Sortie: 2001 - Label: Elektra                | —      | 3      | 20     | —      | 12/22     | —      | —      | —      | —      | 9      | 9      | —      | 28     | Platine · Or                                                                  |
| The Complete Greatest Hits (2003)[B] - Sortie: 21 octobre 2003 - Label: WSM       | 3      | 9      | 56     | 10     | —/—       | 8      | —      | 34     | 29     | 5      | 29     | 8      | 71     | 5 × Platine · 2 × Platine · 4 × Platine · 2 × Platine · 2 × Platine · Platine |
| Their Greatest Hits: Volume I & II - Sortie: 2017 - Label: Elektra / Asylum       | 86     | —      | —      | —      | —/—       | 64     | —      | —      | —      | —      | —      | 61     | —      | —                                                                             |
| "—" indique que l'album n'entra pas dans les classements musicaux de ces pays.    |        |        |        |        |           |        |        |        |        |        |        |        |        |                                                                               |

Notes
- A[A] Cette compilation est parue en France sous le nom de La légende des Eagles avec un autocollant "Pub TV"[68]
- B[B]Cette compilation est parue aux États-Unis et au Canada sous le nom de The Very Best of Eagles[69]

#### Coffrets
| Selected Works: 1972-1999 - Sortie: 14 novembre 2000 (4 CD) - Label: Elektra / WEA            | 109 | 28 | 8 | —/—   | 2 | 85 | —  | Platine · Or · Platine · Or |
| Eagles - Sortie: 15 mars 2005 (7 CD - 1 CD single) - Label: Warner Music Group                | —   | —  | — | —/—   | — | —  | —  | —                           |
| The Studio Albums 1972–1979 - Sortie: 25 mars 2013 - Label: Warner / Rhino                    | —   | —  | — | —/—   | — | 87 | 50 | —                           |
| Dark Desert Highways The Legendary Broadcasts - Sortie: 2016 (6 CD - live) - Label: Stormbird | —   | —  | — | —/—   | — | —  | —  | —                           |
| Legacy - Sortie: 2 novembre 2018 (12 CD) - Label: Elektra                                     | —   | —  | — | —/175 | — | —  | —  | —                           |
| "—" indique que l'album n'entra pas dans les classements musicaux de ces pays.                |     |    |   |       |   |    |    |                             |

## Singles
| Titre                                                                            | Année | Position dans les chartes | Position dans les chartes | Position dans les chartes | Position dans les chartes | Position dans les chartes | Position dans les chartes | Position dans les chartes | Position dans les chartes | Position dans les chartes | Position dans les chartes | Certifications             | Album                 |
| Titre                                                                            | Année | USA                       | USA AC                    | R-U                       | ALL                       | BE (V)/(W),               | CAN                       | FRA                       | N-Z                       | P-B                       | SUI                       | Certifications             | Album                 |
| -------------------------------------------------------------------------------- | ----- | ------------------------- | ------------------------- | ------------------------- | ------------------------- | ------------------------- | ------------------------- | ------------------------- | ------------------------- | ------------------------- | ------------------------- | -------------------------- | --------------------- |
| Take It Easy                                                                     | 1972  | 12                        | 12                        | —                         | —                         | —/—                       | 8                         | —                         | —                         | —                         | —                         | Argent                     | Eagles                |
| Witchy Woman                                                                     | 1972  | 9                         | —                         | —                         | —                         | —/—                       | 8                         | —                         | —                         | 26                        | —                         | —                          | Eagles                |
| Peaceful Easy Feeling                                                            | 1972  | 22                        | 20                        | —                         | —                         | —/—                       | 35                        | —                         | —                         | —                         | —                         | —                          | Eagles                |
| Tequila Sunrise                                                                  | 1973  | 64                        | 26                        | —                         | —                         | —/—                       | 68                        | —                         | —                         | —                         | —                         | —                          | Desperado             |
| Outlaw Man                                                                       | 1973  | 59                        | —                         | —                         | —                         | —/—                       | —                         | —                         | —                         | —                         | —                         | —                          | Desperado             |
| Already Gone                                                                     | 1974  | 32                        | —                         | —                         | —                         | —/—                       | 12                        | —                         | —                         | —                         | —                         | —                          | On the Border         |
| James Dean                                                                       | 1974  | 77                        | —                         | —                         | —                         | —/—                       | 56                        | —                         | —                         | —                         | —                         | —                          | On the Border         |
| Best of My Love                                                                  | 1974  | 1                         | 1                         | —                         | —                         | —/—                       | 1                         | —                         | —                         | —                         | —                         | —                          | On the Border         |
| One These Mights                                                                 | 1975  | 1                         | 20                        | 23                        | —                         | 8/32                      | 13                        | —                         | 3                         | 7                         | —                         | —                          | One of These Nights   |
| Lyin' Eyes                                                                       | 1975  | 2                         | 3                         | 23                        | —                         | —/—                       | 19                        | —                         | 7                         | 23                        | —                         | —                          | One of These Nights   |
| Take It to the Limit                                                             | 1975  | 4                         | 4                         | 12                        | —                         | —/—                       | 16                        | —                         | 23                        | —                         | —                         | —                          | One of These Nights   |
| New Kid in Town                                                                  | 1976  | 1                         | 2                         | 20                        | 44                        | 19/23                     | 1                         | 28                        | 6                         | 11                        | —                         | Or                         | Hotel California      |
| Hotel California                                                                 | 1977  | 1                         | 10                        | 8                         | 6                         | 24/13                     | 1                         | 2                         | 5                         | 6                         | 2                         | Platine · Platine · Argent | Hotel California      |
| Life in the Fast Lane                                                            | 1977  | 11                        | —                         | —                         | —                         | —/—                       | 12                        | —                         | —                         | —                         | —                         | —                          | Hotel California      |
| Please Come Home for Christmas                                                   | 1978  | 18                        | —                         | 30                        | 75                        | 19/—                      | 63                        | 28                        | 28                        | 5                         | —                         | —                          | Non-album single      |
| Heartache Tonight                                                                | 1979  | 1                         | 38                        | 40                        | —                         | 22/—                      | 1                         | 14                        | 7                         | 20                        | 10                        | Or                         | The Long Run          |
| The Long Run                                                                     | 1979  | 8                         | 34                        | 66                        | —                         | —/—                       | 9                         | —                         | 30                        | —                         | —                         | —                          | The Long Run          |
| I Can't Tell You Why                                                             | 1980  | 8                         | 3                         | —                         | —                         | —/—                       | 5                         | —                         | 11                        | 49                        | —                         | —                          | The Long Run          |
| Seven Bridges Road                                                               | 1980  | 21                        | 17                        | —                         | —                         | —/—                       | —                         | —                         | —                         | —                         | —                         | —                          | Eagles Live           |
| Get over It                                                                      | 1994  | 31                        | 21                        | —                         | 55                        | —/—                       | 4                         | —                         | —                         | —                         | —                         | —                          | Hell Freezes Over     |
| Love Will Keep Us Alive                                                          | 1994  | —                         | 1                         | 52                        | —                         | —/—                       | 10                        | —                         | —                         | —                         | —                         | —                          | Hell Freezes Over     |
| The Girl from Yesterday                                                          | 1994  | —                         | —                         | —                         | —                         | —/—                       | —                         | —                         | —                         | —                         | —                         | —                          | Hell Freezes Over     |
| Learn To Be still                                                                | 1995  | —                         | 15                        | —                         | 79                        | —/—                       | 23                        | —                         | —                         | —                         | —                         | —                          | Hell Freezes Over     |
| Hole in the World                                                                | 2003  | 69                        | 5                         | 69                        | —                         | —/—                       | 11                        | —                         | —                         | 51                        | —                         | —                          | The Very Best Of      |
| No More Cloudy Days                                                              | 2005  | —                         | 3                         | —                         | —                         | —/—                       | 27                        | —                         | —                         | —                         | —                         | —                          | Long Road Out of Eden |
| How Long                                                                         | 2007  | —                         | 7                         | —                         | —                         | —/—                       | 76                        | —                         | —                         | —                         | —                         | —                          | Long Road Out of Eden |
| Busy Being Fabulous                                                              | 2008  | —                         | 12                        | —                         | —                         | —/—                       | 33                        | —                         | —                         | —                         | —                         | —                          | Long Road Out of Eden |
| What Do I Do with My Heart                                                       | 2008  | —                         | 13                        | —                         | —                         | —/—                       | —                         | —                         | —                         | —                         | —                         | —                          | Long Road Out of Eden |
| I Don't Want to Hear Any More                                                    | 2009  | —                         | 23                        | —                         | —                         | —/—                       | —                         | —                         | —                         | —                         | —                         | —                          | Long Road Out of Eden |
| "—" indique que le single n'entra pas dans les classements musicaux de ces pays. |       |                           |                           |                           |                           |                           |                           |                           |                           |                           |                           |                            |                       |